# Главоч
Главоч (Cottus gobio) е вид лъчеперка от семейство Cottidae. Видът не е застрашен от изчезване.

## Разпространение и местообитание
Разпространен е в Австрия, Босна и Херцеговина, България, Германия, Дания, Естония, Италия, Лихтенщайн, Молдова, Нидерландия, Норвегия, Полша, Република Македония, Румъния, Русия, Словакия, Словения, Сърбия, Украйна, Унгария, Финландия, Франция, Хърватия, Черна гора, Чехия, Швейцария и Швеция.
Обитава крайбрежията и скалистите дъна на сладководни и полусолени басейни, морета, реки и потоци. Среща се на дълбочина от 1,6 до 2 m, при температура на водата от 5,3 до 9,7 °C и соленост 5,7 — 34,7 ‰.

## Описание
На дължина достигат до 18 cm.
Продължителността им на живот е около 10 години.